# Гоя (департамент)
Департамент Гоя  (исп. Departamento de Goya) — департамент в Аргентине в составе провинции Корриентес.
Территория — 4678 км². Население — 89959 человек. Плотность населения — 19,20 чел./км².
Административный центр — Гоя.

## География
Департамент расположен на юго-западе провинции Корриентес.
Департамент граничит:
- на севере — с департаментом Лавалье
- на востоке — с департаментом Курусу-Куатия
- на юге — с департаментом Эскина
- на западе — с провинцией Санта-Фе

## Административное деление
Департамент включает 1 муниципалитет:
- Гоя

## Важнейшие населенные пункты[3]
| № | Населённый пункт | Населённый пункт (исп.) | Категория | Население чел. (2010) | На карте                        |
| - | ---------------- | ----------------------- | --------- | --------------------- | ------------------------------- |
| 1 | Гоя              | Goya                    | город     | 71606                 | 29°08′52″ ю. ш. 59°15′40″ з. д. |
| 2 | Колония Каролина | Colonia Carolina        | поселок   | 420                   | 29°08′44″ ю. ш. 59°10′54″ з. д. |
| 3 | Сан-Исидро       | San Isidro              | поселок   | н/д                   | 29°29′58″ ю. ш. 59°18′50″ з. д. |